# Транспорт при будівництві підземних споруд і шахт
Транспорт при будівництві підземних споруд і шахт
У період будівництва шахт (рудників) споруджують підземні виробки: горизонтальні і похилі, одно-і багатоколійні, малої і великої площ перерізу. Проходку цих виробок ведуть суцільним (вузьким) або роздільним забоєм з видачею породи на поверхню або із залишенням її у виробленому просторі. При будівництві шахт і підземних споруд розрізняють дві основні технологічні схеми організації прохідницьких робіт: безперервну (потокову), коли реалізується безперервне відокремлення і транспортування гірничої маси, і переривчасту (циклічну), коли основні процеси здійснюються в певній послідовності. До потокової технологічної схеми відносять проведення виробок прохідницькими комбайнами з використанням засобів безперервного транспорту, коли відокремлення гірничої маси від масиву, її транспортування, зведення кріплення і виконання інших процесів суміщуються в часі. При циклічній технологічній схемі проведення виробок руйнування гірничого масиву здійснюють буровибуховим способом або за допомогою комбайнів з зупинкою цих робіт при зведенні кріплення.
З метою ефективного використання прохідницького устаткування в період будівництва вугільних і рудних шахт прагнуть досягнути максимально можливого рівня механізації, тим більше що вона буде використовуватись і при їхній експлуатації.
Вирішальне значення для вибору прохідницького устаткування і способу проведення виробок має міцність вміщених порід. На вугільних шахтах при коефіцієнті міцності порід fм<6 використовують прохідницькі комбайни і засоби безперервного, рейкового або самохідного транспорту, а при fм>6 — буровибуховий спосіб відокремлення гірничої маси від масиву з застосуванням для навантажування і транспортування навантажувальних і навантажувально-транспортних машин, рейкового і самохідного транспорту.
Переміщують вантажі транспортними засобами, вибір яких залежить від конкретних гірничо-геологічних і виробничо-технічних умов. До перших відносять кут нахилу виробки, міцність гірничих порід, водоносність, газоносність і схильність пластів до несподіваних викидів, а до других — площу поперечного перерізу виробки, її протяжність, вид забою (вугільний, змішаний, або порідній) доставки гірничої маси, матеріалів і устаткування.
Велике значення при виборі способу і засобів транспортування гірничої маси має кут нахилу виробки. Наприклад, локомотивний транспорт можна використовувати при проведенні виробок з кутом них умов. До перших відносять кут нахилу виробки, міцність гірничих порід, водоносність, газоносність і схильність пластів до несподіваних викидів, а до других — площу поперечного перерізу виробки, її протяжність, вид забою (вугільний, змішаний або породний), способи нахилу до 3°, стрічкові конвеєри з гладкою стрічкою — до 18°, скребкові конвеєри — до 35°, кінцеву канатну відкатку в вагонетках — до 30°, самохідний пневмоколісний транспорт — до 15°.
На вибір устаткування, організацію робіт і техніко-економічні показники істотно впливають протяжність виробки, площа її поперечного перерізу і швидкість проведення, а також соціально-економічні фактори (система організації і оплати праці, рівень кваліфікації і віковий склад робітників, результати впровадження передового досвіду і т. ін.). Найвища продуктивність досягається при застосуванні колективних форм організації і оплати праці.
Різноманітність гірничо-технічних факторів зумовлює ряд характерних особливостей підземного транспорту. Як правило, його лініям властиві велика протяжність і розгалуженість (при одночасній роботі кількох засобів), багатоступінчастість (внаслідок чергування горизонтальних ділянок з похилими або вертикальними виробками), складна конфігурація. Все це вимагає застосування найрізноманітніших машин для переміщення гірничих порід, матеріалів і устаткування, а також організації значної кількості перевантажувальних пунктів.
Сукупність розташованих в гірничих виробках транспортних машин і комплексів створює систему підземного транспорту. Залежно від призначення розрізняють такі комплекси машин в цій системі: основні — для транспортування корисних копалин, допоміжні — для переміщення устаткування і матеріалів, людські — для перевезення людей. Відповідно до місця розташування комплекси розподіляються на ділянкові, розташовані в межах виїмкової панелі або поверху, і магістральні— розміщені в головних горизонтальних і похилих виробках.
Вибір того чи іншого транспортного комплексу повинен проводитись з урахуванням основних напрямків розвитку шахтного транспорту, до яких належать: підвищення рівня охорони праці і навколишнього середовища, зміцнення зв'язку роботи основного комплексу з іншими, забезпечення високої продуктивності і надійності функціонування, зниження трудомісткості робіт по обслуговуванню і експлуатації, збереження якості корисних копалин, усунення втрат корисних копалин, забезпечення однорідності транспортних засобів і зв'язку комплексу з прогресивними тенденціями розвитку інших шахтних технологічних процесів, ліквідація багатоступінчастості, підвищення економічної ефективності.
Транспортна система може бути універсальною (всі транспортні функції виконують одні й ті ж транспортні засоби) і комбінованою. Наприклад, широко використовуються конвеєрно-локомотивні, конвеєрно-локомотивно-канатні, локомотивно-канатні комбіновані системи.
Отже, транспорт під час будівництва і експлуатації шахти становить систему, яка складається з багатьох ланок. При такій системі і великому навантаженні на магістралі ці окремі ланки не можна розглядати як незмінні. Не можна також приймати єдині норми (резерви) продуктивності, оскільки розв'язання завдання без врахування даних особливостей приведе до збільшення простоїв прохідницьких ділянок через незадовільну роботу транспорту або до невиправдано високих капітальних і експлуатаційних витрат на його створення і утримання.
У загальному комплексі будівництва підземних споруд і шахт транспорт слід розглядати як одну із основних систем, що забезпечують ритмічне виконання всіх робіт. Іншими словами, транспорт — це упорядкована, керована сукупність взаємозв'язаних пристроїв, призначених для переміщення по гірничих виробках і на поверхні різних вантажів і людей.
Скорочення кількості обслуговчого персоналу, підвищення безпеки і надійності транспортних машин досягають завдяки впровадженню централізованого керування ними і дистанційного контролю.
Залежно від місця роботи розрізняють транспорт на поверхні і підземний. Перший з них у межах підприємства, що будується, називається внутрішнім, а поза ним—зовнішнім У свою чергу, підземний транспорт поділяється на призабійний (використовується с підготовчих забоях) і магістральний (застосовується в основних виробках).
На поверхні вантажі доставляють рейковим транспортом вузької колії, а по вертикальних стволах — клітьовим підйомом. В підземних виробках транспортування людей і допоміжних вантажів проводять рейковими і безрейковими транспортними установками.
Вантажі транспортують локомотивами, конвеєрами, канатними, самохідними, гідравлічним, скреперними, самопливними установками. При перевантаженні гірничої маси з одного виду транспорту на іншій використовують перевантажувачі, живильники, перекидачі, штовхачі та інше спеціальне устаткування.
Засоби транспортування допоміжних вантажів забезпечують формування матеріалів і виробів у вантажні одиниці, пристосовані до механізованого навантаження, розвантаження і складування, а також надають можливість переміщення різними видами транспорту без переупакування. До цих засобів відносять контейнери, піддони, пакетувальні касети і строп-пакети. Вони призначені для доставки різних вантажів у підготовчі вибої рейковим, безрейковим і підвісним транспортом.
Доставка штучних, наливних і насипних вантажів здійснюється контейнерами, а шпал, лотків, плит перекриття — плоскими дерев'яними або спеціальними піддонами. Скріплення рейок і труб забезпечується за допомогою пакетувальних касет, а залізобетонних затяжок, лісових матеріалів — строп-пакетами.
Впровадження прогресивних засобів транспортування допоміжних вантажів у практиці будівництва шахт набуває все більшого поширення. Пакетування вантажів за допомогою стропів, вироблених із стальних стрічок або із різних синтетичних матеріалів, спрощує організацію транспортних робіт, і в цьому випадку пакувальний матеріал не повертається на поверхню. До того ж застосування стропів дозволяє значно знизити коефіцієнт тари і капітальні витрати.